# Groen schorssteeltje
Groen schorssteeltje (Chaenotheca brachypoda) is een soort uit het geslacht schorssteeltje (Chaenotheca). Het leeft in symbiose met de alg Stichococcus.

## Determinatie
Groen schorssteeltje is een coniocarp met een onduidelijk, verzonken thallus. Op dood hout kan het thallus zichtbaar zijn als een bleekgroene waas. Apotheciën zijn altijd aanwezig; ze zijn gesteeld, geelgroen en berijpt. De steel en het capitulum van met name jonge exemplaren zijn voorzien van een dikke laag berijping. Het mazaedium is 1,4 mm hoog en bruin van kleur.
De sporen zijn bruin-kleurloos, ongesepteerd en zijn gevormd als bolvormige vierkanten. De sporen hebben een diameter van 3–4 μm.

### Gelijkende taxa
Groen schorssteeltje kan veel lijken op lichtend schorssteeltje (Chaenotheca furfuracea) en stoffig schorssteeltje (Chaenotheca stemonea). Beide laatstgenoemde soorten hebben een thallus dat veel duidelijker te zichtbaar is en groen van kleur is.

## Ecologie
Groen schorssteeltje komt voor in diepe groeven van de schors van relatief oude wilgen (vooral schietwilg). Het kan gaan om wilgen in moerasbossen of grienden maar ook om knotwilgen in de nabijheid van een waterpartij. Een enkele keer wordt groen schorssteeltje ook aangetroffen op dood hout.

## Verspreiding
Groen schorssteeltje komt in verschillende landen van Europa voor, zoals Nederland, Denemarken, Noorwegen en Zweden. In Nederland is de soort vrij zeldzaam; het zwaartepunt ligt in het rivierengebied.